# Dichapetalum papuanum
Dichapetalum papuanum är en tvåhjärtbladig växtart. Dichapetalum papuanum ingår i släktet Dichapetalum och familjen Dichapetalaceae. Inga underarter finns listade i Catalogue of Life.